# Vệ Bình hầu
Vệ Bình hầu (chữ Hán: 衛平侯; trị vì: 332 TCN-325 TCN), tên thật là Cơ Kính (姬勁) hay Tử Nam Kính (子南勁), là vị vua thứ 41 của nước Vệ, thời Chiến Quốc trong lịch sử Trung Quốc.
Theo Sử ký – Vệ Khang Thúc thế gia, Vệ Bình hầu là con của Vệ Thành hầu – vua thứ 40 nước Vệ. Theo Lục quốc niên biểu thì Vệ Bình hầu là cháu 5 đời của Vệ Linh công. Vệ Linh công sinh con trai nhỏ là Cơ Dĩnh. Cơ Dĩnh sinh ra Tử Nam Di Mưu. Di Mưu sinh Tử Nam Cố. Cố sinh ra Tử Nam Kính.
Năm 333 TCN, Vệ Thành công mất, Cơ Kính lên nối ngôi, tức là Vệ Bình hầu.
Sử sách không ghi chép sự kiện xảy ra liên quan tới nước Vệ trong thời gian ông làm vua.
Năm 325 TCN, Vệ Bình hầu mất. Ông làm vua được 8 năm. Con ông là Vệ Tự quân lên nối ngôi.